# Lista de deputados estaduais da Paraíba da 15.ª legislatura
Esta é a lista de deputados estaduais da Paraíba para a legislatura 2003–2007. Nas eleições estaduais, foram eleitos 36 deputados estaduais.

## Composição das bancadas
| Partido | Líder                      | Bancada | Posição      |
| ------- | -------------------------- | ------- | ------------ |
| PMDB    | Olenka Maranhão            | 10 / 36 | Oposição     |
| PSDB    | Ruy Carneiro               | 9 / 36  | Governo      |
| PFL     | Lucinha Monteiro           | 4 / 36  | Governo      |
| PT      | Ricardo Coutinho           | 4 / 36  | Oposição     |
| PPB     | Aguinaldo Ribeiro          | 2 / 36  | Governo      |
| PSB     | Fabiano Lucena             | 2 / 36  | Oposição     |
| PTB     | Ricardo Marcelo            | 2 / 36  | Independente |
| PDT     | Vital do Rego Filho        | 1 / 36  | Independente |
| PL      | Pastor Fausto Oliveira     | 1 / 36  | Governo      |
| PPS     | João Bosco Carneiro Júnior | 1 / 36  | Governo      |

## Deputados Estaduais
Estavam em jogo 36 vagas na Assembleia Legislativa da Paraíba.
| Número | Deputados estaduais eleitos | Partido | Votação | Percentual | Cidade onde nasceu   | Unidade federativa |
| 13666  | Ricardo Coutinho            | PT      | 47.912  | 2,77%      | João Pessoa          | Paraíba            |
| 15111  | Manoel Junior               | PMDB    | 35.160  | 2,03%      | Pedras de Fogo       | Paraíba            |
| 15155  | Olenka Maranhão             | PMDB    | 33.740  | 1,95%      | João Pessoa          | Paraíba            |
| 45800  | Ruy Carneiro                | PSDB    | 33.648  | 1,94%      | Rio de Janeiro       | Rio de Janeiro     |
| 45245  | Edina Wanderley             | PSDB    | 30.536  | 1,76%      | Patos                | Paraíba            |
| 45789  | Rômulo Gouveia              | PSDB    | 28.996  | 1,67%      | Campina Grande       | Paraíba            |
| 11111  | Aguinaldo Ribeiro           | PPB     | 28.229  | 1,63%      | Campina Grande       | Paraíba            |
| 45111  | Trocolli Júnior             | PSDB    | 27.651  | 1,6%       | João Pessoa          | Paraíba            |
| 12345  | Vital do Rego Filho         | PDT     | 27.473  | 1,59%      | Campina Grande       | Paraíba            |
| 45145  | Arthur Cunha Lima           | PSDB    | 26.935  | 1,55%      | Campina Grande       | Paraíba            |
| 15199  | Gervásio Filho              | PMDB    | 26.152  | 1,51%      | São Paulo            | São Paulo          |
| 45000  | Fábio Nogueira              | PSDB    | 24.390  | 1,41%      | Campina Grande       | Paraíba            |
| 15221  | Chica Motta                 | PMDB    | 24.163  | 1,39%      | Catolé do Rocha      | Paraíba            |
| 45444  | Antônio Mineral             | PSDB    | 23.687  | 1,37%      | Patos                | Paraíba            |
| 45123  | Zenóbio Toscano             | PSDB    | 38.265  | 1,95%      | Guarabira            | Paraíba            |
| 15115  | Ariano Fernandes            | PMDB    | 23.670  | 1,37%      | João Pessoa          | Paraíba            |
| 40444  | Fabiano Lucena              | PSB     | 23.358  | 1,35%      | João Pessoa          | Paraíba            |
| 13333  | Frei Anastácio              | PT      | 22.354  | 1,29%      | Esperança            | Paraíba            |
| 22555  | Pastor Fausto Oliveira      | PL      | 22.012  | 1,27%      | Ponta Porã           | Mato Grosso do Sul |
| 25110  | José Lacerda Neto           | PFL     | 21.836  | 1,26%      | São José de Piranhas | Paraíba            |
| 13110  | Rodrigo Soares              | PT      | 21.442  | 1,24%      | João Pessoa          | Paraíba            |
| 45006  | Biu                         | PSDB    | 21.338  | 1,23%      | Catolé do Rocha      | Paraíba            |
| 15222  | Walter Brito                | PMDB    | 21.068  | 1,22%      | Campina Grande       | Paraíba            |
| 25147  | Lucinha                     | PFL     | 20.782  | 1,2%       | Esperança            | Paraíba            |
| 11222  | Jacó Maciel                 | PPB     | 20.627  | 1,19%      | Campina Grande       | Paraíba            |
| 15152  | Iraê Lucena                 | PMDB    | 20.370  | 1,18%      | Rio de Janeiro       | Rio de Janeiro     |
| 45678  | Tião Gomes                  | PSDB    | 20.307  | 1,17%      | Pombal               | Paraíba            |
| 15200  | Pedro Medeiros              | PMDB    | 20.248  | 1,17%      | São João do Cariri   | Paraíba            |
| 15113  | Djaci Brasileiro            | PMDB    | 20.230  | 1,17%      | Igaracy              | Paraíba            |
| 25800  | Quintans                    | PFL     | 19.521  | 1,13%      | Sumé                 | Paraíba            |
| 40123  | José Aldemir                | PSB     | 19.359  | 1,12%      | Cajazeiras           | Paraíba            |
| 14567  | Manoel Ludgério             | PTB     | 19.132  | 1,1%       | Catolé do Rocha      | Paraíba            |
| 14666  | Ricardo Marcelo             | PTB     | 18.568  | 1,07%      | João Pessoa          | Paraíba            |
| 25600  | Valdecir Amorim             | PFL     | 17.670  | 1,02%      | Teixeira             | Paraíba            |
| 13123  | Giannina                    | PT      | 11.310  | 0,65%      | João Pessoa          | Paraíba            |
| 23231  | João Bosco Carneiro Júnior  | PPS     | 9.565   | 0,55%      | João Pessoa          | Paraíba            |